# Милован Милутиновић
Милован Милутиновић (Трнопоље, Приједор 16. март 1949 — Бања Лука, 19. март 2021) био је пуковник Војске Републике Српске, доктор политичких наука и декан на Независном универзитету у Бањој Луци.

## Биографија
Основну и школу ученика у привреди завршио је у Приједору. Након тога је завршио Средњу војну школу смјер оклопно механизоване јединице у Бањој Луци. Послије првог степена Економског факултета, уписује ванредно Војну академију Копнене војске - смјер ОМЈ, коју завршава 1975. Послије тога завршава Школу за усавршавање официра оклопно механизованих јединица у трајању од 6 мјесеци, 1979. То је била школа за дужност команданта батаљона. Високу политичку школу ЈНА у трајању од 1 године завршио је 1988. са одличним успјехом као први у рангу. Након тога, 1989. уписује постдипломске студије на Високој политичкој школи ЈНА, коју није завршио због службе на Косову и Метохији, гдје је било проглашено ванредно стање. То ванредно стање је било дугогодишње.
Послије завршетка школовања обављао је дужности командира вода и командира тенковске чете до 1980. Од тада је начелник класе Средње војне школе, до 1984. Од 1985. обавља дужност помоћника команданта за морал и информисање на Полигону оклопно механизованих јединице Мањача. Полигон је био у рангу оклопног батаљона. У периоду од 1988. до 1992. је референт у органу за морал и информисање Команде Приштинског корпуса. По наређењу Генералштаба ЈНА у 17. априла 1992. долази у Бања Луку и у 5. корпус ЈНА. Током Одбрамбено-отаџбинског рата био је начелник ПРЕСС-центра и начелник Информативне службе у Команди 5. корпуса ЈНА (Бањалучког), касније 1. Крајишког корпуса Војске Републике Српске (1992—1994). Током рата био је главни и одговорни уредник листова "Крајишки војник" и "Српске војска", војничке ТВ емисије "На бранику отаџбине" и радио емисија "Са борцима Републике Српске" и "Војничка ноћ", а при крају рата 1995. године био је оснивач и уредник радија ГШ ВРС "Радио Крајина". Дужности начелник Информативне службе и Центра за информативно-пропагандну дјелатност Главног Штаба ВРС вршио је од 1994—1996. Због тога је називан и портпарол генерала Ратка Младића. У период од 2000—2002. обављао је дужност саветника члана Предсједништва БиХ из Републике Српске за медије и политику. По личном захтјеву је пријевремено пензионисан 1999. у чину пуковника.
Од 2000. похађа Постдипломске студије на Филозофском факултету у Бањој Луци, гдје је 2006. магистрирао и стекао академско звање магистар социологије. Након тога на Факултету политичких наука Универзитета Београд 2009. успјешно је одбранио докторску дисертацију и стекао звање доктора политичких наука. Објавио је више стручних и документарних публикација међу којима се истичу књиге под насловом:
- Војска Републике Српске између политике и рата (1997),
- Како сам водио медијски рат (1998),
- Медијске манипулације у југословенском сукобу (2003),
- Рат је почео ријечима - Босна и Херцеговина деведесетих (2010),

затим романсиране биографије:
- Херој Козаре Раде Кондић,(1986),
- Народни херој Ранко Шипка (1987),
- Револуционар Данко Митров,
- Генерал Драпшин (1986).

Објавио је више десетина научних и стручних чланака у разним часописима. Више од тридесет година бавио се новинарством, публицистиком и информативно пропагандним дејствима у војсци и у друштву. Био је сарадник Института за политичке студије у Београду из области медија од 1997. и члан Српског комуниколошког друштва у Београду. На Независном универзитету у Бањој Луци је био професор комуникологије, политичког комуницирања и односа са јавношћу. Био је оснивач и први предсједник Организације старјешина ВРС.
Преминуо је 19. марта 2021 од послиједица Ковид 19, а сахрањен је 23. марта 2021. на породичном гробљу у Трнопољу.

## Одликовања
- Карађорђева звијезда I реда.[4]